# Vatroslav Jagić
Vatroslav von Jagić (6. července 1838 Varaždín – 5. srpna 1923 Vídeň) byl chorvatský slavista.

## Život
Základní školu a gymnázium navštěvoval v rodném Varaždínu, ale gymnázium zakončil v Záhřebu. Od roku 1856 studoval filologii ve Vídni. Po absolvování se vrátil do Záhřebu, kde v letech 1860–1870 vyučoval na tamním gymnáziu. V roce 1869 byl zvolen členem Jugoslávské akademie věd a umění a dopisovatelem Ruské akademie věd. V roce 1871 byl z politických důvodů propuštěn ze záhřebského gymnázia.
O dva roky později se stal profesorem slavistiky na oděské univerzitě. Roku 1874 nastoupil na Humboldtovu univerzitu v Berlíně jako profesor slavistky. V roce 1880 přešl na univerzitu do Petrohradu. Po šesti letech se vrátil na Univerzitu do Vídně a stal se nástupcem svého někdejšého profesora France Miklošiče. Zde působil do odchodu do důchodu roku 1908. Zemřel ve Vídni 5. srpna 1923, ale pochován je v rodném Varaždíně v Chorvatsku.
Jagičova korespondence s českým jazykovědcem Antonínem Matzenauerem je dochována v Rakouské národní knihovně ve Vídni a v Moravském zemském archivu v Brně.

## Dílo (výběr)
- Deklinacija imena samostavnoga kako se razvi u staroslovenskom-srbskom-hrvatskom jeziku (1862)
- Gram. jezika hèrvatskoga, osnovana na starobugarskoj slovenštini. Dio pèrvi. Glasovi. (1864)
- Priměri starohèrvatskoga jezika iz glagolskih i cirilskih književnih starinah sastavljeni za sedmi i osmi gimn. razred. I. II. (1864–1866)
- Historija književnosti naroda hrvatskoga i srbskoga. I. Staro doba (1867)
- Prilozi k historiji književnosti naroda hrvatskoga i srbskoga (1868)
- Opisi i izvodi iz nekoliko južnoslovinskih rukopisa (1873, 1874, 1877 a 1878)
- Quattuor evangeliorum codex Zographensis (1879)
- Zakon Vinodolskij (1880)
- Specimina linguae palaeoslovenicae (1882)
- Menaea Sept. Octobr. Novembris (1886)
- Kritičeskija zamětki po istoriji russkago jazyka (1889)
- Svetostefanski christovulj kralja Stefana Uroša II. Milutina (1890)
- Statut Poljički (1890)
- Missale glagoliticum Hervojae ducis Spalatensis (1891)
- Razum i filosofija iz srpskich kniževnich starina (1892)
- Die Menandersentenzen in der altkirchenslav. Übersetzung (1892)
- Das byzantinische Lehrgedicht Spaneas i. d. altkirchenslav. Übersetzung (1892)
- Slavische Beiträge zu den biblischen Apokryphen. I. Die altkirchenslav. Texte des Adambuches (1893)
- Glagolitica II. Grškovićev odlomak glagolskog apostola (1893)
- Der erste Cetinjer Kirchendruck vom Jahre 1494. Erste Hälfte: Bibliographisch-Kritisches. Zweite Hälfte: Griechisch-slavisches Glossar (1894)
- Die Geheimsprachen bei den Slaven. I. Bibliographie des Gegenstandes und die slavischen Bestandtheile (1895)
- Ruska književnost u osamnaestom stoljeću (1895)
- Codex slovenicus rerum grammaticarum čili lépe Razsužděnija južnoslavjanskoj i russkoj stariny o cerkovnoslavjanskom jazykě (1895)
- Veteris testamenti prophetarum interpretatio istro-croatica saeculi XVI. (1897)
- Die Aufgaben der Erforschung der südslavischen Dialekte, erläutert an dem Verhältnisse der serbokroatischen Schriftsprache zur bosnisch-hercegovinischen Mundart (1897)
- Spomeni mojego života (1930)